# 792
792 (DCCXCII, na numeração romana) foi um ano bissexto do século VIII, do Calendário Juliano, da Era de Cristo, teve início a um domingo e terminou a uma segunda-feira, e as suas letras dominicais foram A e G.
| Ano completo                       |
| ---------------------------------- |
| Ano bissexto com início ao domingo |

## Nascimentos
- Nasce Abderramão II, emir de Córdova, que morre em 22 de setembro de 852.